# صومعه (فیلم ۱۹۹۵)
صومعه (به انگلیسی: The Convent) فیلمی محصول سال ۱۹۹۵ و به کارگردانی مانوئل دی الیویرا است. در این فیلم بازیگرانی همچون کاترین دنو، جان مالکوویچ، لوئیس میگوئل سینترا و لئونور سیلویرا ایفای نقش کرده‌اند.